# Parectropis inalbata
Parectropis inalbata là một loài bướm đêm trong họ Geometridae.